# 蘭保
藍波（日语： Lambo），是日本漫畫《家庭教師HITMAN REBORN!》的虛構角色，也是本作的主要角色之一，是彭哥列家族的第十代雷之守護者。死氣炎屬性波動為"雷"，代表顏色為"綠"。

## 人物
藍波是一個五歲的小孩，是義大利小型黑手黨波維諾家族的殺手，他被派往日本殺死里包恩，不過他並非里包恩的對手。
他是個經常哭鬧的小孩，未來的夢想是統治世界。他擁有道具「十年後火箭筒」，能將被擊中的目標與之十年後的樣子互換五分鐘。當他使用火箭筒時、他會變成15歲的樣子，服裝也從原本的乳牛裝變成西裝和牛仔襯衫。
名字的由來是義大利的汽車製造公司「藍寶堅尼」（Lamborghini），「牛」是藍寶堅尼的標誌。

## 劇中表現
日常篇
本來是奉波維諾家族暗殺里包恩之命而來到日本，居住在澤田家。夢想是成為波維諾家族的老大，要全世界都臣服於他。因此整天和里包恩打架。還和從中國而來的一平和風太成了好朋友，並讓阿綱惹了許多大禍。
VS瓦利亞篇
由家光授予守護澤田綱吉及成為主要家族成員證明的雷之半彭哥列戒指的擁有者，雖然阿綱決定他為正統繼任者，並持有作為證據的雷之彭哥列戒指，然而5歲的藍波根本無法理解爭奪戰的意義，10年後的藍波也沒有任何戒指爭奪戰的記憶。
藍波在雷戰中連續使用兩次「十年後火箭炮」，喚出20年後的藍波，卻因為時間不足而陷入危機，最後因阿綱不顧一切闖入戰場拯救瀕死的藍波而被判犯規。最後阿綱成為正統繼任者，正式授予他作為守護者證據的雷之彭哥列戒指。
未來篇
- 未來篇

10年後的他，和一平一起守護受米爾菲歐雷家族的黑魔咒襲擊的京子及小春。在山本與野猿戰鬥時交換為現代的藍波，和一平、草壁及庫洛姆·髑髏一行潛入了米爾菲歐雷的基地。自白色圓型裝置中拿到了十年後的阿綱所托付的彭哥列匣「電牛」。
- 未來決戰篇

為了十日後決戰，與阿綱等人進行特訓，在十年後迪諾的分配下，藍波和了平一同接受獄寺的指導。在了平開啟漢我流匣子並攻擊獄寺的混亂中，意圖偷襲獄寺卻反被獄寺還擊，使得藍波點燃死氣之火並開啟彭哥列匣，結果三人全都因此失去知覺。後來一行人在與桔梗的戰鬥中，了平利用藍波想念阿綱母親的心情，讓他想回到過去，促使藍波點燃火燄令「牛丼」型態變化，變成初代雷之守護者的武器「被讚揚隱藏著強烈一擊的雷電的藍寶之盾」。最後因阿綱領悟出覺悟而出現的彭哥列一世令七枚彭哥列戒指解除封印，得到原版雷之彭哥列戒指。
繼承式篇
繼承式當天，藍波由於睡著而沒有參予戰鬥。隔天隨阿綱前往西蒙家族聖地，晚間過夜時因追兔子不慎掉入拉吉設下的陷阱。因拉吉態度冷淡而哭鬧產生最強的覺悟點燃火炎，將「彭哥列戒指」升級成「雷之頭盔Ver.X」。被拉吉打飛時發射了「十年後火箭筒」與大人藍波對調，大人藍波將「牛丼」型態變化為「彭哥列裝備」-廣角號角，並利用電磁鐵的原理將鐵砂聚集在角上，使出電擊鐵之角（Electric Ironhorn）將拉吉打飛至場外獲勝。
與D·斯佩德戰鬥開始的瞬間即被送到斯佩德所製造出的幻覺空間中。

## 能力
五歲的藍波使用手榴彈和火箭筒當武器，他唯一的特殊能力就是他的「電擊皮膚」，能讓電流通過他的身體時不產生任何傷害。
在未來篇中，他學會了用戒指讓自己的雷能量以火焰方式呈現，同時獲得動物匣「雷牛（彭哥列版本）」。在繼承篇中，破碎的彭哥列戒指被重鑄成「雷之頭盔Ver.X」，型態變化後可以變成全身盔甲。
十五歲的藍波依然具有電擊皮膚，此外還有名為電擊角的能力，可以吸收閃電並加以攻擊。
二十五歲的藍波擁有完美的電擊皮膚，不會受到任何形式的電擊，並且可以自由操控電擊、也能將電擊化為刀刃狀攻擊。